# Разъезд 93 Укулисай
93 Укулисай (каз. рзд.93 Үкілісай) — разъезд в Аральском районе Кызылординской области Казахстана. Входит в состав Бекбауылского сельского округа. Код КАТО — 433238700.

## Население
В 1999 году население разъезда составляло 172 человека (91 мужчина и 81 женщина). По данным переписи 2009 года, в разъезде проживали 223 человека (126 мужчин и 97 женщин).